# Leucopis flavicornis
Leucopis flavicornis is een vliegensoort uit de familie van de Chamaemyiidae. De wetenschappelijke naam van de soort is voor het eerst geldig gepubliceerd in 1914 door Aldrich.